# 喬弗雷·波吉亞
喬弗雷·波吉亞（義大利語：Gioffre Borgia，也叫做 Goffredo；1482年—1518年)，出生於義大利羅馬，是教宗亞歷山大六世與他的情婦瓦諾莎·卡塔內所生的第4個，同時也是最小的孩子，他另外3個兄弟姊妹分別是兄長切薩雷·波吉亞、喬凡尼·波吉亞以及姊姊盧克雷齊亞·波吉亞。

## 婚姻
喬弗雷於1494年他12歲時娶了那不勒斯的阿方索二世之女阿拉貢的珊莎為妻，珊莎比喬弗雷大4歲，他們年輕的愛情也成為了許多藝術作品的題材。
因著與珊莎的婚姻，1494年珊莎獲得了斯奎拉切公國作為嫁妝，也讓她與丈夫獲得了斯奎拉切親王與親王妃的稱號，在那不勒斯經過了一段動盪的政治情勢後，他們也於1497年獲得了阿爾維托(Duchy of Alvito)。
事實上這段婚姻完全是出自政治動機，阿方索二世把女兒嫁給喬弗雷並使他獲得大量的嫁妝是為了讓亞歷山大六世承認他對那不勒斯的統治權，但就在婚禮結束後不久，情勢就因法國國王查理八世入侵義大利並宣稱對那不勒斯有著統治權而有所改變。阿方索二世隨後死去並把王位給了他短命的兒子斐迪南二世，之後西班牙、義大利、法國的戰爭便持續了很長一段時間。
在這期間年輕的情侶居便居住在羅馬。珊莎據說與喬弗雷的兩個哥哥喬凡尼跟切薩雷有婚外情，這惡化了他們的婚姻關係，也因此他們並沒有小孩。

## 家庭
喬弗雷與他的父親教宗亞歷山大六世的關係是很薄弱的，教宗認為他是個懦弱的人，因為他缺乏對政治的興趣以及抱負，教宗甚至曾經公開質疑過他是否非他所出。
但即使如此1497年教宗仍公開澄清他絕不是殺害他哥哥喬凡尼的兇手，因為大部分的證據皆指向兇手是他的另一個哥哥切薩雷，因為切薩雷與喬凡尼的公開對立以及兩人皆周旋於喬弗雷的妻子珊莎之間，因此眾人皆認為切薩雷才是殺害喬凡尼的兇手。
喬弗雷與他的姊姊盧克雷齊亞·波吉亞的關係似乎不錯，因為他曾短暫的幫助過她治理斯波萊托。
在1499-1504年法國國王路易十二征服那不勒斯的戰爭中，喬弗雷是站在法軍這邊的，但當他被傭兵隊長普羅斯佩羅·科隆納捕獲後，他改變了立場，加入了西班牙軍，這導致了他的領地，阿爾維托的叛變。1504年，他挪用在1503年向教皇國國庫拿的錢派遣雇傭兵首領法布里奇奧·科隆納率兵去平定他領地的叛亂，隨著叛軍的潰敗，他終於於1504年前往他在阿爾維托跟斯奎拉切的領地。
但兩年後珊莎去世，喬弗雷失去對阿爾維托統治的權力，因為領地被時任西班牙兼那不勒斯國王阿拉貢的斐迪南二世收回，但他獲准得以那不勒斯封建附庸的名義，保有對斯奎拉切的統治權。
喬弗雷的第二段婚姻娶了瑪莉亞·德·米拉（Maria de Mila），瑪麗亞是他的表親，他們共有4個孩子，分別名為弗朗切斯科（Francesco）、盧克雷齊亞（Lucrezia）、安東尼雅（Antonia）和瑪麗娜（Marina），而他的長子弗朗切斯科·波吉亞在他死後繼承了斯奎拉切大公的稱號。
喬弗雷的後代持續統治斯奎拉切直到1735年，但他的後代們都是藉由執政官來代為統治，因為他們通常住在那不勒斯或西班牙的王宮中。